# 9112 Hatsulars
9112 Hatsulars è un asteroide della fascia principale. Scoperto nel 1997, presenta un'orbita caratterizzata da un semiasse maggiore pari a 3,1225907 UA e da un'eccentricità di 0,1341711, inclinata di 2,80003° rispetto all'eclittica.
L'asteroide è dedicato all'omonimo coro femminile della città giapponese di Kakegawa.